# Il vagabondo della foresta
Il vagabondo della foresta (Rachel and the Stranger) è un film western del 1948 diretto da Norman Foster.
È basato sul racconto Rachel di Howard Fast inserito nella raccolta del 1949 Patrick Henry and the Frigate Keel, and Other Short Stories of a Young Nation.

## Trama
Ai primi dell'Ottocento, il colono David Harvey, cacciatore e boscaiolo, vive con la moglie e il figlio in una foresta nell'Ohio. Non essendo in grado di badare al ragazzo dopo la morte della moglie, decide di scendere al villaggio più vicino per "comperare" una moglie, Rachel, una giovane donna che si dimostra subito una sposa fedele ed una buona madre. David invece la tratta come una schiava, ed anche il ragazzo le è sin da subito ostile. Un giorno nella capanna dove vivono i tre arriva un amico di David, Jim, detto il vagabondo della foresta, che si innamora di Rachel. Dopo alcune liti tra i due uomini, e discussioni tra i tre, Rachel scappa ma Jim, David e suo figlio riescono a trovarla e tutti insieme trascorrono la notte nella foresta. Il mattino dopo li attende una bruttissima sorpresa: gli indiani hanno incendiato la loro capanna ed ora si trovano senza un posto dove vivere. Jim riprende il suo vagabondaggio mentre David e il figlio decidono di costruire una nuova casa dove poter finalmente accogliere Rachel come sposa e come madre.

## Produzione
Il film, diretto da Norman Foster su una sceneggiatura di Waldo Salt e un soggetto di Howard Fast (autore del racconto breve), fu prodotto da Richard H. Berger per la RKO Radio Pictures e girato a Eugene, Oregon, dal 12 agosto al 22 ottobre 1947. I titoli di lavorazione furono Rachel and Tall e Dark Stranger.

## Distribuzione
Il film fu distribuito con il titolo Rachel and the Stranger negli Stati Uniti dal 2 ottobre 1948 (première a New York il 18 settembre) al cinema dalla RKO Radio Pictures.
Altre distribuzioni:
- nei Paesi Bassi nel 1949 (Een vrouw werd verkocht)
- in Svezia il 25 aprile 1949 (Kvinnan i vildmarken)
- in Germania Ovest il 16 dicembre 1949 (Ehe ohne Liebe e Sklavin der Wildnis)
- in Austria il 13 gennaio 1950 (Ehe ohne Liebe e Sklavin der Wildnis)
- in Finlandia il 3 febbraio 1950 (Nainen erämaassa)
- in Giappone il 12 marzo 1950
- in Portogallo l'8 giugno 1950 (Raquel, a Escrava Branca)
- in Danimarca il 26 dicembre 1954 (Kvinden i vildmarken)
- in Belgio (La femme vendue)
- in Brasile (O Homem que Eu Amo e Rachel e o Estranho)
- in Germania (Rachel und der Fremde)
- in Spagna (Rachel y el forastero)
- in Spagna (Vuelve a amanecer)
- in Francia (Rachel et l'étranger)
- in Grecia (I Rahil kai o xenos)
- in Italia (Il vagabondo della foresta)
- in Venezuela (Raquel y el vagabundo)

## Tagline
REBEL BRIDE of a man she never kissed! Pledged to share his home...but not privileged to claim his love! Until one day...one fateful day...along came a Tall, Dark Stranger!.
SPOSA RIBELLE di un uomo che non ha mai baciato!   Impegnata a condividere la sua casa ... ma non ha il privilegio di rivendicare il suo amore! Fino a quando un giorno ... un giorno fatidico ... è arrivato uno sconosciuto alto e scuro!